# 神弓便攜式防空飛彈

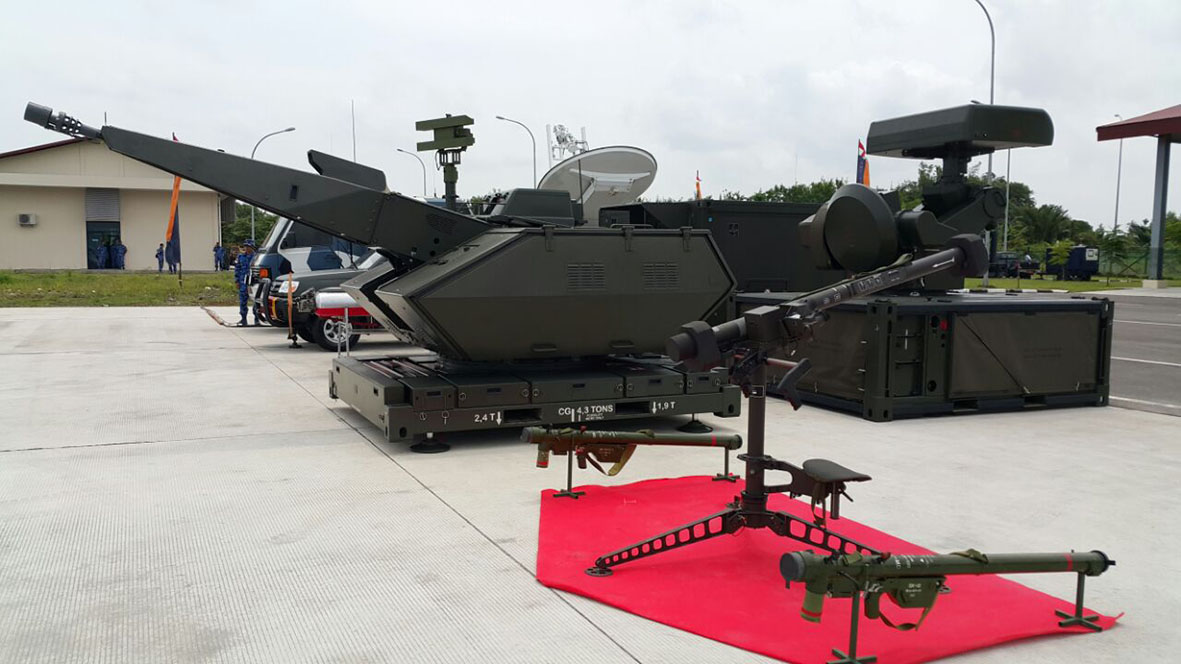
印尼空軍展示的防空武器系統，在紅地毯以上、兩具前衛-3肩射式防空飛彈之間的是神弓便攜式防空飛彈

KP-SAM「神弓」（羅馬化：Shin-Gung；國際市場上稱喀戎）是一款由大韩民国國防科學研究所所研製、LIG Nex1為大韓民國國軍生产的80毫米口徑便携式面對空导弹系統。

## 历史

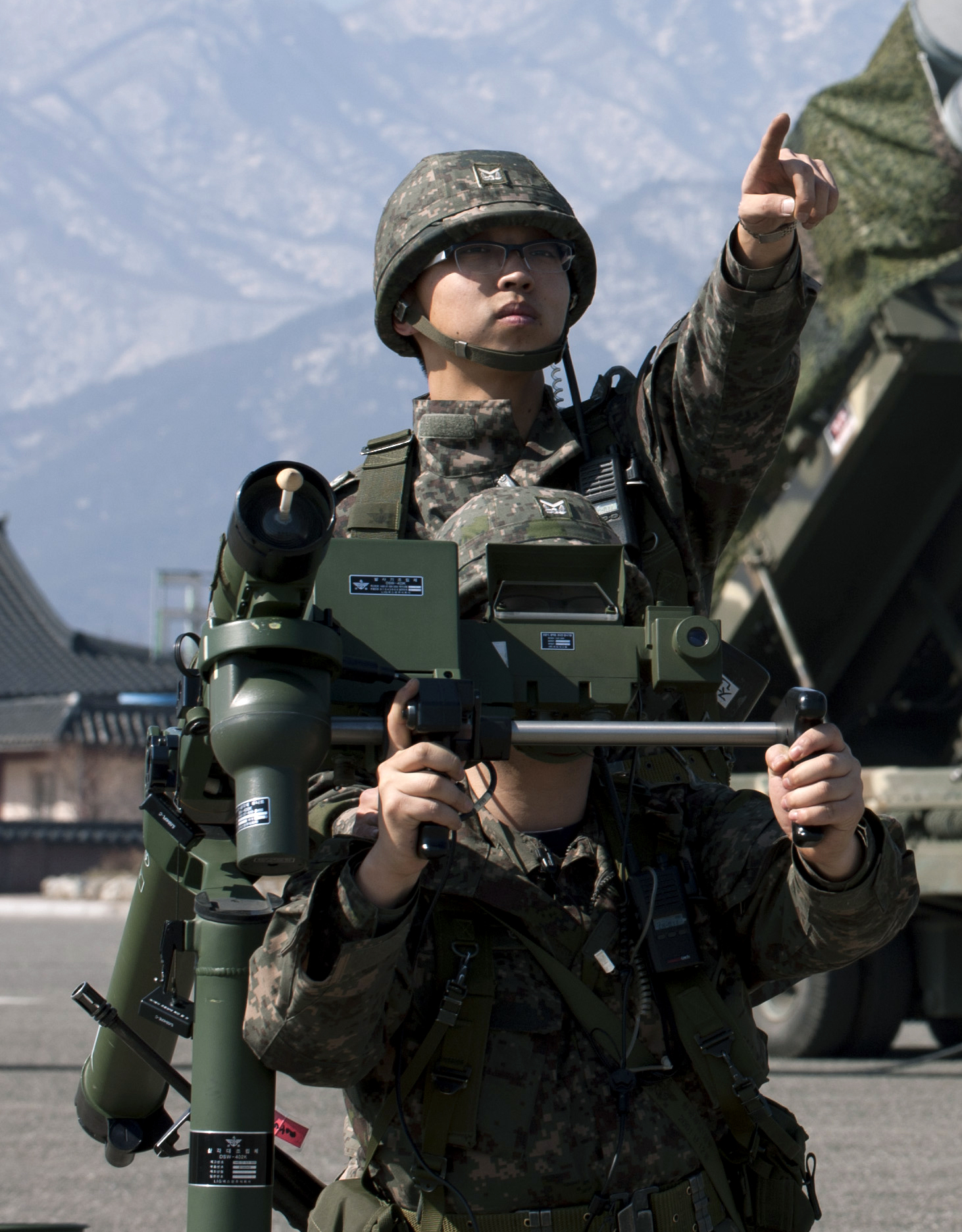
正在進行使用訓練的大韓民國陸軍士兵

為了讓韓國軍隊前線地區部隊得到比FIM-43「紅眼」和「西北風」飛彈更新型的便携式防空导弹的保護，1995年，神弓在國防科學研究所和LG電子等多家公司聯合起來，組成了LIG Nex1並在其指導下開始研製工作。最初韓方希望在採購西北風防空飛彈之餘向法國購入紅外線尋標器技術，但法國拒絕提供；自製計畫在2003年因為俄羅斯以9K310「針」式作為兩國債務抵償品，促使韓國從俄國廠商取得技術支援，完成飛彈研發。
經過了8年的研發，到了2004年，生產商開始生產神弓；然後2005年初，開始進行延伸試驗。耗費700億₩的開發支出、近經歷8年、共投入了1,000多人的研製以後，國產化率達到了90％。2003年，發射實驗完成；2004年，大韓民國國軍簽訂量產合同；在2005年底，神弓配發大韓民國國軍。在近期，大韓民國國軍已經下訂，要求交付約2,000枚。
2011年，印度軍方提出KP-SAM的潛在出口申請。該導彈於2012年上市，用於印度VSHORAD系統的現代化升級，與RBS 70、Starstreak、Mistral-2以及SA-24進行競爭。

## 性能
神弓系統由士兵操作，當中包括一具發射器和一具三腳架。雖然整體外觀類似於法国「西北風」系統，且最初也曾向法國請求技術援助，但由於被法國拒絕，最後飛彈內部結構多半是取自9K310「伊姆拉1型」技術；但在後續量產時飛彈全部子系統包括尋標器、控制迴路、彈頭和发动机等韓國已全面掌握技術，而且可自製。
與其他國家的其他防空導彈不同，神弓雖“便攜”但無法肩射，原則上是架設在三腳架以上進行射擊。射手坐在三腳架的座椅上，以瞄準器作瞄準。
2007年4月，國防科學研究所和三星電子研製了其夜間瞄準具。2009年，LIG Nex1研製了其敵友識別系統，瞄準裝置當中裝有八木天线。同時也進行減重工作，比「西北風」減輕約6公斤。在攜帶時，分為導彈、三腳架和瞄準器，並且由兩人攜帶。此外，還研發了一種固定式四聯裝發射器。
彈頭設計是由俄羅斯提供。除了直接碰炸攔截功能外，還安裝了近炸引信，當接近目標半徑1.5米範圍內時自動爆炸，可散佈約800個碎片，並藉由其碎片效應擊墜目標。
神弓具有全國產綜合型敵友識別系統、夜間和惡劣天氣發射能力、雙色（紅外／紫外線）紅外線導引頭，有助於抵消紅外反制裝置（IRCM）的影響。在研製測試中，導彈的命中率達到了90％，而美国FIM-92「刺針」和俄羅斯9K32M（SA-7）「箭-2」精度僅約為60％。
根據國防科學研究所研究員的說法，神弓的命中概率、性能、價格和便攜性方面都比美国FIM-92「刺針」或法国「西北風」兩者優秀。曾參與過的導彈試驗當中，神弓以697.5米／秒（超過2.36馬赫）的速度、7,000公尺的距離，擊中了一個3.5公里的低空目標。
神弓的價格大約是₩180,000,000，比價格₩230,000,000的「西北風」便宜了約₩50,000,000。

## 運用
研發神弓以後，韓國成為繼美國、俄羅斯、中國、法國、巴基斯坦、伊朗 、日本和波蘭之後第九個研發出其紅外線導引型便携式防空导弹的國家。它正在取代大韓民國陸軍以內的「西北風」。2007年6月，大韓民國國軍第二度簽訂批量生產合同，並在阿拉伯联合酋长国的「國際防務展覽及會議」（IDEX）等軍事展覽中展出。然而，由於最初紅外線導引頭採用了基於9K310「伊姆拉1型」的技術，出口到第三國需要俄羅斯政府的出口批准。直到國產型紅外線導引頭研製成功後，其出口不再需要俄羅斯政府的批准。

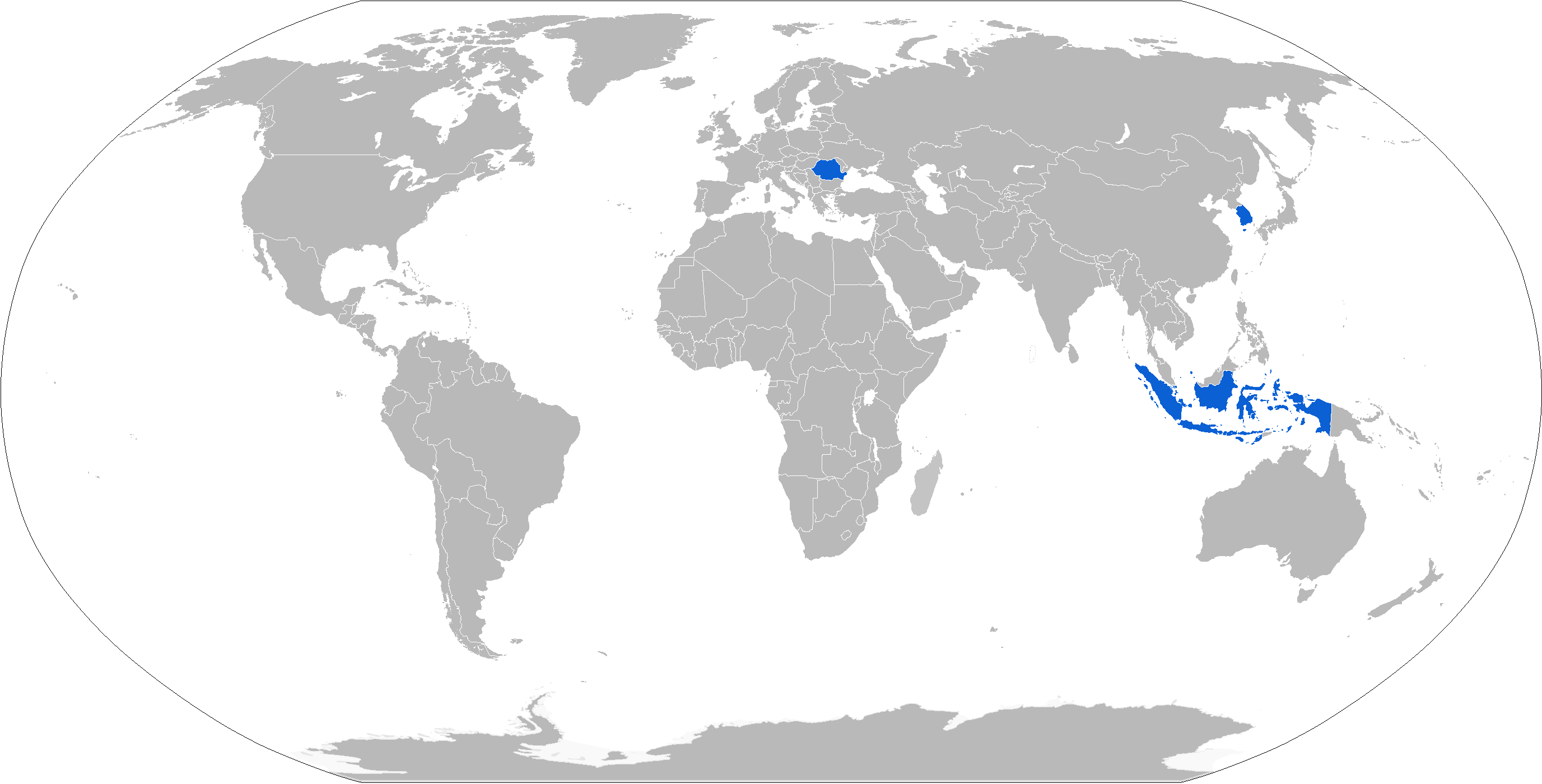
藍色為神弓的使用國。

## 使用國
- 印度尼西亞：印尼空軍從2014年開始購入和操作神弓，並與歐瑞康天盾（英语：Skyshield）35毫米高射炮系統整合為防空體系。
- ：自2005年起在大韓民國陸軍服役。[1]

## 資料來源
1. 1 2 3 4  Brahmand.com. . 2011-04-27  [2011-05-27]. （原始内容存档于2011-04-29）.
2. 1 2 3  . Jane's.   [2011-05-27]. （原始内容存档于May 27, 2011）.
3. 1 2 3 4  . Global Security.   [2011-05-27]. （原始内容存档于2011-03-01）.
4. ↑  . April 2012.
5. ↑  지대공유도무기 '신궁' 야간조준기 국내 개발[] 연합뉴스 2007-04-13
6. ↑  한국군의 휴대용 대공유도무기 '신궁(新弓)'은
7. ↑  Yoo Yong-won. . Digital Chosunilbo. （原始内容存档于2004-03-22）.
8. ↑  .   [2017-12-17]. （原始内容存档于2015-02-28）.
9. ↑  '신궁'과 '비호' 합친 복합대공화기 2014년 실전배치 （页面存档备份，存于） 조선일보 2010-05-12

## 外部連結
- （英文）—GlobalSecurity.org—Chiron KP-SAM / KPSAM New Bow （页面存档备份，存于）
- （英文）—WebCitation.org—Chiron (Singung) (Korea, South), Man-portable surface-to-air missile systems
- （日語）—日本周辺国の軍事兵器 - KPSAM携帯対空ミサイル「神弓」 （页面存档备份，存于）
- —Shingung Overview （页面存档备份，存于）